# Joaquim dos Santos

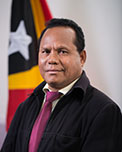
Joaquim dos Santos

Joaquim dos Santos (* 3. Juli 1961 in Viqueque, Portugiesisch-Timor), Kampfname Boroluli, ist ein Politiker und Hochschullehrer aus Osttimor. Er ist Mitglied der Partei FRETILIN.

## Werdegang
Die indonesische Besatzungszeit (1975–1999) verbrachte Santos in seiner Heimat Viqueque.
Santos studierte Philosophie und Theologie. Später war er Lehrer. Seit 2001 ist Santos Abgeordneter des Nationalparlaments Osttimors. Ab 2007 gehörte er im Parlament der Kommission für Landwirtschaft, Fischerei, Forstwirtschaft, Natürliche Ressourcen und Umwelt (Kommission D) an. Nach den Parlamentswahlen 2012 wurde der Abgeordnete Mitglied der Kommission für Wirtschaft und Entwicklung (Kommission D).
Bei den Parlamentswahlen in Osttimor 2017 kandidierte Santos für die FRETILIN auf Platz 4 und zog damit wieder in das Nationalparlament ein. Hier war er Mitglied in der Kommission für konstitutionelle Angelegenheiten, Justiz, Öffentliche Verwaltung, lokale Rechtsprechung und Korruptionsbekämpfung (Kommission A). Da die Minderheitsregierung von FRETILIN und PD sich im Parlament nicht durchsetzen konnte, löste es Präsident Francisco Guterres auf und rief zu Neuwahlen auf. Santos gelang bei der vorgezogenen Wahl am 12. Mai 2018 auf Platz 23 der FRETILIN-Liste der erneute Einzug ins Parlament. Santos wurde Mitglied der Kommission für Wirtschaft und Entwicklung (Kommission D) und nach deren Umstrukturierung am 16. Juni 2020 Präsident der Kommission für konstitutionelle Fragen und Justiz (Kommission A).
Bei den Parlamentswahlen 2023 kandidierte Santos auf Platz 10 der Liste der FRETILIN und zog wieder in das Nationalparlament ein.
Seit 2012 ist Santos Philosophiedozent an der Universidade Nasionál Timór Lorosa’e (UNTL) und seit 2017 am Instituto de Ciências da Saúde (ICS).